# Citroën-Kégresse P14
Der Citroën-Kégresse P14 war ein ab 1929 bis 1930 gebautes französisches Halbkettenfahrzeug.

## Geschichte
Die französische Armee suchte Ende der 1920er Jahre eine Zugmaschine für die im Ersten Weltkrieg eingeführte schwere Feldhaubitze Canon de 155 C modèle 1917 S. Dieses Geschütz, das bislang im Wesentlichen im sechsspännigen Pferdezug bewegt worden war, sollte durch Einsatz von Motorkraft mobiler werden. Ein erster Prototyp für eine entsprechende Zugmaschine wurde im Jahr 1929 geschaffen und dem französischen Militär vorgeführt.
Das Geschütz wurde ohne Protze mit seinem Lafettenschwanz direkt auf einem Drehschemel befestigt, der über der Hinterachse der Zugmaschine angebracht war. Hierdurch wurde insbesondere der Wendekreis gering gehalten. Die Bedienungsmannschaft und die Munition wurden in gesonderten Fahrzeugen verlastet. Nach Erprobung im Frühjahr 1929 bestellte die französische Armee zunächst 60 Fahrzeuge, die in den Jahren 1930 und 1931 geliefert wurden. In den Folgejahren bis 1933 kam es zu weiteren Bestellungen, allerdings nur in geringem Umfang: Die Zahl der an die französische Armee gelieferten Fahrzeuge wird auf 70 Stück geschätzt. Von diesen waren bei Kriegsausbruch im September 1939 noch 52 Stück vorhanden.

## Technik
Das Fahrzeug glich äußerlich dem Citroën-Kégresse P17, aus dem es entwickelt worden war, hatte jedoch insgesamt größere Abmessungen. Der Vierzylindermotor des P17 war durch einen Sechszylindermotor ersetzt, der im Prinzip identisch mit dem Motor des zeitgleich gebauten Citroën C6 war, dessen Zylinder jedoch von 72 auf 75 mm Bohrung aufgebohrt wurden: Dieser aufgebohrte Motor wurde ab 1932 auch im Citroën 15A (Nachfolgemodell des C6) verwendet. Das Fahrwerk glich dem des Citroën-Kégresse P17, hatte jedoch ein größeres vorderes Antriebs- und ein kleineres hinteres Führungsrad. Vor der vorderen Stoßstange war – wie beim P17 – eine drehbare Trommel angebracht, die ein Aufsitzen des Vorderwagens in unwegsamem Gelände verhindern sollte, auf etlichen Fotos ist diese Trommel allerdings entfernt.
Grundsätzlich wurde die Leistung des nur 40 PS leistenden Motors bemängelt: Das Fahrzeug, das leer 2,8 Tonnen wog und eine Anhängelast von etwa 3,5 Tonnen ziehen können sollte, war damit auch nach damaligen Maßstäben völlig untermotorisiert.

## Einsatz
Das Fahrzeug wurde im Gegensatz zu den wenigen beschafften Stücken bei der französischen Armee in zahlreichen verschiedenen Verwendungen eingesetzt und erhielt dementsprechend unterschiedliche Aufbauten:
- Ursprünglich war das Fahrzeug als Zugmaschine für die 155-mm-Haubitze (s. o.) vorgesehen. In dieser Funktion scheinen aber nur relativ wenige Fahrzeuge verwendet worden zu sein. Schon bald wurden sie durch die ab 1932 zulaufenden allradgetriebenen Zugmaschinen Latil KTL ergänzt, später durch das Nachfolgemodell SOMUA MCG ersetzt.
- Das Fahrzeug diente weiterhin als Zugmittel für das damalige Standard-Feldgeschütz der französischen Armee, die Canon de 75 mm modèle 1897, vor allem in Marokko. 1933 waren in Marokko 33 Citroën P14 im Einsatz[5]: Der Rifkrieg war zwar beendet, gleichwohl glaubte Frankreich, dort vermehrt gut ausgerüstete Truppen stationieren zu müssen, um ein erneutes Ausbrechen von Unruhen zu verhindern. Die hierfür verwendeten Fahrzeuge besaßen eine mit Plane abdeckbare Pritsche, auf der die sechsköpfige Geschützbedienung Platz nehmen konnte; das Geschütz selber wurde an einem Zughaken gezogen.
- Ein Fahrzeug wurde 1931 als Zugfahrzeug für die in Einführung befindliche Flugabwehrkanone Canon de 75mm CA mle.1930 erprobt.[6]
- Einige Fahrzeuge wurden als „voiture de transmission“ (= Nachrichten-Fahrzeug) gebaut, sie hatten einen geschlossenen Aufbau aus Holz auf der Ladefläche.[7]
- Weitere Citroën P14 – mindestens 23 Stück[8] – fanden als Abschlepp- und Bergungsfahrzeuge („tracteur de dépannage“) Verwendung. Jedes der fünf Bataillone der „Dragons portés“ erhielt zwei solche Fahrzeuge, der Rest ging an Artillerieeinheiten.[9]
- Die französische Luftwaffe bestellte und erhielt mindestens 13 Fahrzeuge als „tracteurs d’aérodrome“, also als Flugplatzschlepper.[10]
- Zumindest ein Fahrzeug diente – möglicherweise nur vorübergehend – als Selbstfahrlafette für Hotchkiss M1929 sMG in um 360 Grad schwenkbarer Zwillingslafette zur Fliegerabwehr, die auf dem rückwärtigen Teil des Fahrzeuges statt der Pritsche montiert wurde. Entsprechende Erprobungen fanden 1930 statt.[11]

## Varianten
Es gab – wenn man von den oben beschriebenen unterschiedlichen Aufbauten absieht – zwei Varianten:
- P14 A: Das Fahrzeug hatte ein offenes nur mit einer Segeltuchplane abgedecktes Fahrerhaus. Bei den ersten Prototypen gingen die vorderen Kotflügel in einer Biegung in das Trittbrett des Fahrerhauses über, bei den Serienfahrzeugen endeten sie vor dem Trittbrett und bildeten zu diesem einen rechten Winkel; in diesem Winkel konnte ein Batterie- oder Werkzeugkasten eingefügt werden.[12]
- P14 B: Die Fahrerkabine war vollständig aus Blech und geschlossen.[13]

## Verwendung in anderen Armeen

### Belgien
Einige Fahrzeuge –die Anzahl ist unbekannt, es müssen aber mindestens fünf gewesen sein– erhielt die belgische Armee etwa 1932 zur Erprobung als Zugfahrzeuge für das neu beschaffte Geschütz canon de 120L mle.1931. Ebenso konnten damit die bei der belgischen Armee noch aus dem Ersten Weltkrieg vorhandenen schweren Feldhaubitzen gezogen werden. Die Fahrzeuge erhielten einen Pritschenaufbau mit Plane von der Firma Jonckheere in Beveren. Die Geschütze lagen nicht wie in Frankreich mit dem Lafettenschwanz auf einem Drehschemel auf, sondern wurden hinter der Zugmaschine gezogen, die auf der Pritsche die Bedienungsmannschaft beförderte.
Die Versuche waren offenbar erfolgreich, denn Belgien erwarb in der Folgezeit eine Nachbaulizenz, aufgrund deren bei Minerva, später bei FN von 1934 bis 1940 rund 130 bis 140 FN-Kégresse 3T entstanden; bezeichnenderweise wurde bei diesen Nachbauten statt des Citroën-Motors ein Motor der Firma FN mit 55 PS eingebaut. Bei diesen Lizenzbauten kehrte man zu der Verlastung des Lafettenschwanzes auf Drehschemel zurück.

### Polen
Polen kaufte Mitte der 1930er Jahre zehn Citroën P14, die in der polnischen Armee als Zugwagen für 100-mm-Feldhaubitzen und deren Munitionsanhänger Verwendung fanden. Die dazugehörigen Bilder zeigen allerdings das Fahrzeug als Zugwagen einer 155-mm-Feldhaubitze. Da jede Batterie neun bis zehn Fahrzeuge benötigte (vier für die Geschütze, vier für die Munitionswagen, ein bis zwei als Reserve) und eine Batterie wegen einheitlicher Feuerleitung nicht mit unterschiedlichen Geschützen ausgestattet sein konnte, ist derzeit unklar, ob die Fahrzeuge in der polnischen Armee nun 100- oder 155-mm-Feldhaubitzen zogen.

### Deutschland
Im Frankreichfeldzug 1940 setzte die französische Armee offenbar die mittlerweile fast 10 Jahre alten und damit an der Grenze ihrer Lebensfähigkeit angelangten Fahrzeuge noch ein. Soweit sie nicht in den Kampfhandlungen zerstört wurden oder nicht in die unbesetzte Zone Frankreichs zurückgebracht werden konnten, fielen sie der Wehrmacht in die Hände. Die Kennblätter fremden Geräts führen das Fahrzeug als Zugkraftwagen Ci 306 (f). Dennoch ist ein entsprechender Einsatz bei der Wehrmacht in keiner Weise – insbesondere nicht durch Fotos – belegt. Es liegt die Vermutung nahe, dass die veralteten untermotorisierten Fahrzeuge, von denen ohnehin nur noch wenige in der französischen Armee vorhanden waren, alle kurzerhand verschrottet wurden, wenn sie denn heil der Wehrmacht in die Hände fielen: Schließlich war auch völlig offen, woher man noch brauchbare Ersatzteile kriegen sollte, und daher war Verschrottung zur Rohstoffgewinnung der beste Verwendungszweck.